# Wang Junxia
Wang Junxia (Jiaohe, 19 de janeiro de 1973) é uma ex-atleta, corredora de longa distância, recordista mundial e campeã olímpica chinesa.
Treinada pelo renomado e polêmico técnico chinês Ma Juren, depois de vencer os 10.000 m no Campeonato Mundial Júnior de Atletismo de 1992, em abril do ano seguinte ela quebrou o recorde asiático para a maratona e para os 3000 m. Em agosto de 1993, a equipe de fundistas chinesas treinadas por Juren, jovens ex-camponeses desconhecidas a nível internacional, da província de Liaoning, surpreenderam o mundo vencendo todas as provas do Campeonato Mundial de Atletismo de Stuttgart entre os 1500 m e os 10.000 m. Junxia levou a medalha de ouro nesta última prova (30m49s3) mesmo estando doente antes dela.
Menos de um mês depois, durante o Campeonato Chinês de Atletismo, ela venceu os 3000 m e os 10.000 m, quebrando três vezes o recorde mundial em três corridas disputadas. Em 8 de setembro, ela venceu os 10.000 com a nova marca mundial de 29m31s78, 42s abaixo da marca anterior da norueguesa Ingrid Kristiansen, considerada "invulnerável", e a primeira mulher no mundo a correr a distância em menos de 30 minutos. No fim do ano, ainda venceu a Copa do Mundo de Maratona. Em 1994, Junxia recebeu o Jesse Owens Prize por suas performances na pista no ano anterior, sendo o primeiro atleta chinês e asiático a receber este prêmio.
Em 1995, ela e algumas companheiras de equipe - chamadas pela imprensa ocidental de Ma Juren Army (Exército de Ma Juren) - anunciaram o fim da parceria com o técnico, devido aos métodos extremamente duros de treinamento criados por ele, por agressões físicas de Juren e por alegados desvios de dinheiro de prêmios e até de automóveis Mercedes-Benz que as atletas haviam ganho.  Após um curto período treinando sozinha sem maiores sucessos, passou a treinar com o técnico Mao Dezhen e fez um retorno em grande estilo, com excelentes tempos, nas eliminatórias chinesas para Atlanta 1996.
Nos Jogos Olímpicos de Atlanta, pela primeira vez foi introduzida a prova de 5000 m para as mulheres, em substituição ao tradicional 3000 m, igualando a distância com o atletismo masculino. Ela venceu facilmente o evento, estabelecendo a primeira marca olímpica de 14m59s88. Franca favorita para os 10.000 m do qual era recordista mundial, Wang foi surpreendida pela portuguesa Fernanda Ribeiro, que, depois de segui-la a cinco metros de distância por toda a última volta, as duas longe das demais competidoras, numa arrancada espetacular na reta de chegada a ultrapassou por dentro e conquistou a medalha de ouro, com menos de 1s de diferença e com as duas quebrando o recorde olímpico anterior. Sem estar acostumada a ser desafiada nos metros finais da prova mais longa das pistas, na qual reinava absoluta, Junxia não pode reagir ao sprint final de Fernanda - campeã mundial dos 10.000 m em Gotemburgo 1995, campeonato do qual ela não participou - e ficou com a medalha de prata.
Após estes Jogos, ela retirou-se do atletismo, casou-se em seguida e passou a viver anonimamente em Pequim.